# Euchromia vitrea
Euchromia vitrea là một loài bướm đêm thuộc phân họ Arctiinae, họ Erebidae.